# Hogeschool VIVES
Hogeschool VIVES is een hogeschool in West-Vlaanderen. De naam verwijst naar de Spaans-Brugse humanist Juan Luis Vives. VIVES is het resultaat van een fusie in 2013 tussen KATHO en KHBO. De hogeschool is de grootste van West-Vlaanderen en bestaat administratief uit VIVES-Zuid en VIVES-Noord. De hogeschool omvat zes studiegebieden verdeeld over vijf steden in West-Vlaanderen, namelijk; Brugge, Kortrijk, Oostende, Roeselare en Torhout.

## Oprichting
In 1995 was er voor het eerst sprake van de twee grote hogescholengroepen: KATHO, Katholieke Hogeschool Zuid-West-Vlaanderen, en KHBO, Katholieke Hogeschool Brugge-Oostende. Beide hogescholen ontstonden naar aanleiding van het decreet van 13 juli 1994, waarin stond dat alle hogescholen in de Vlaamse Gemeenschap zich moesten verenigen tot grotere, multidisciplinaire entiteiten. 
KATHO verenigde het Hoger Instituut voor Verpleegkunde en Biotechnologie (HIVB) in Roeselare, de Regentenschool-Normaalschool (Reno) in Torhout, het Pedagogisch Hoger Onderwijs (PHO) in Tielt en vier hogescholen op 't Hoge in Kortrijk: het Hoger Handels- en Taleninstituut (Hantal), het Hoger Instituut voor Verpleegkunde en Vroedkunde (HIVV), het Instituut voor Psychosociale Opleiding (Ipsoc) en het Vrij Hoger Instituut voor Technologie en Informatica (VHTI).
KHBO kwam dan weer tot stand door het Hoger Technisch Instituut (Brugge), het Hoger Technisch Instituut (Oostende), de Katholieke Industriële Hogeschool West-Vlaanderen (Oostende), de Sint-Andreasnormaalschool (Brugge) en het Sint-Jansinstituut voor Verpleegkunde (Brugge) samen te brengen. 
In 2002 werden KATHO en KHBO ondergebracht onder de Associatie KU Leuven, een breed onderwijsnetwerk dat zich spreidt over heel Vlaanderen en Brussel. In 2004 wijdde KATHO 't Forum in, een volledig nieuw gebouw dat nog steeds dienstdoet als kloppend hart van campus Kortrijk. Op 23 juni 2010 ondertekenden KATHO en KHBO een intentieverklaring tot samenwerking. De twee hogescholen fuseerden ook voor de buitenwereld in 2012, toen de nieuwe naam Hogeschool VIVES of kortweg VIVES werd aangekondigd. Het onderdeel 'Katholiek' werd uit de officiële naam verwijderd. De fusie zorgde ervoor dat VIVES op 18 september 2013 aan het academiejaar begon als de een van de grootste hogescholen van Vlaanderen. In 2017 nam de Tieltse lerarenopleiding haar intrek in Kortrijk. In 2019 studeerden de laatste studenten af op de campus in Tielt.
De naam VIVES is geïnspireerd op de Spaanse humanist Juan Luis Vives, die leefde in de 16e eeuw en na Erasmus als een van de grootste humanisten van zijn tijd wordt gezien. Zijn opvattingen liggen aan de basis van de huidige opvattingen over onderwijs, pedagogie en psychologie. 
Met anno 2025 meer dan 19.000 studenten is VIVES een van de grootste hogescholen in Vlaanderen, samen met HoGent (19.600), Artevelde Hogeschool (15.000) en UCLL (17.000).

## Campussen
- Kortrijk: Doorniksesteenweg 145 is het adres van campus Kortrijk gelegen op 't Hoge. De campus ligt in de buurt van sportcomplex Lange Munte en op drietal kilometer van het stadscentrum.[5]
- Roeselare
- Torhout
- Brugge Xaverianenstraat
- Brugge Station
- Oostende Station
- Vlaams Luchtvaartopleidingscentrum oftewel VLOC (Oostende)

Daarnaast organiseert VIVES in samenwerking met lokale onderwijsinstellingen HBO5-opleidingen in de verpleegkunde.
- Brugge (VIVES Kortrijk-Ieper-Brugge)
- Ieper (VIVES Kortrijk-Ieper-Brugge)
- Kortrijk (VIVES Kortrijk-Ieper-Brugge)
- Roeselare (Ic Dien)
- Tielt (VIVES Waregem-Tielt)
- Waregem (VIVES Waregem-Tielt)

## Opleidingen
VIVES biedt 30 professionele bacheloropleidingen aan in de 6 studiegebieden. Daarnaast biedt VIVES 21 graduaatsopleidingen (HBO5 in het geval van verpleegkunde) aan. VIVES is marktleider in studeren op afstand. In januari 2021 kondigde de hogeschool binnen de bachelor bedrijfsmanagement het keuzetraject immobiliën en verzekeringen op afstand aan. VIVES telt daarmee bijna 40 afstudeerrichtingen/keuzetrajecten op afstand en is marktleider in Vlaanderen wat betreft professionele bacheloropleidingen op afstand. Het aantal inschrijvingen steeg in het academiejaar 2020-2021 met bijna 30 % tot 3200 studenten.

### Biotechniek
- agro-industrie
- biotechnologie
- dierenzorg
- groenmanagement
- landbouw
  - algemene landbouw
  - landbouwmechanisatie
- voedingstechnologie

### Gezondheidszorg
- ergotherapie
- logopedie en audiologie
  - logopedie
  - audiologie
- verpleegkunde
- voedings- en dieetkunde
- vroedkunde
- zorgtechnologie

### Handelswetenschappen en bedrijfskunde
- bedrijfsmanagement
  - accountancy-fiscaliteit
  - Automotive Management
  - Business Management & Entrepreneurship
  - Digital Business Management
  - eventmanagement
    - Business Events
    - Music & Entertainment

  - financie- en verzekeringswezen
    - Finance & Risk Management

  - Global Business Management
  - immobiliën en verzekeringen
  - marketing
    - marketingcommunicatie
    - Retail & Store Management
    - salesmanagement

  - rechtspraktijk
  - sport- en cultuurmanagement
    - cultuurmanagement
    - sportmanagement

  - Supply Chain Management
- bedrijfsmanagement (Engelstalig)
- bedrijfsmanagement met tri-diplomering
- hotelmanagement
  - Culinary Arts
  - hospitalitymanagement
- hotelmanagement (Engelstalig)
  - Culinary Arts (Engelstalig)
  - Hospitality Management (Engelstalig)
- organisatie en management
  - Business & Languages
    - Business Administration Management

  - Business Translation & Interpreting
  - Human Resources Management
  - Medical Office Management
- toegepaste informatica
  - applicatie-ontwikkeling
    - Artificial Intelligence
    - Networks & Security
    - Software Development

  - softwaremanagement
    - Business & IT
- toerisme en recreatiemanagement
- wellbeing- en vitaliteitsmanagement
  - care & vitaliteitsmanagement
  - coaching & wellbeingmanagement
  - wellness & spamanagement

### Technology
- autotechnologie
- bouw
- elektromechanica
  - automatisering
  - elektromechanica
  - klimatisering
- elektronica-ICT
  - elektronica
  - ICT
- energietechnologie
  - ecotechnologie

- luchtvaart
  - aspirant-lijnpiloot
  - luchtvaarttechnologie
    - bemande luchtvaarttechnologie
    - Unmanned Aircraft Systems
- ontwerp- en productietechnologie
  - kunststofverwerking
  - ontwerp- en productietechnologie
- zorgtechnologie

### Onderwijs
- kleuteronderwijs
- kleuteronderwijs via werkplekleren
- lager onderwijs
- lager onderwijs via werkplekleren
- secundair onderwijs
  - onderwijsvak aardrijkskunde
  - onderwijsvak bedrijfsorganisatie
  - onderwijsvak bewegingsrecreatie
  - onderwijsvak bio-esthetiek
  - onderwijsvak biologie/natuurwetenschappen
  - onderwijsvak economie
  - onderwijsvak elektriciteit
  - onderwijsvak Engels
  - onderwijsvak Frans
  - onderwijsvak fysica/natuurwetenschappen
  - onderwijsvak geschiedenis
  - onderwijsvak gezondheidsopvoeding
  - onderwijsvak haartooi
  - onderwijsvak informatica
  - onderwijsvak lichamelijke opvoeding
  - onderwijsvak mechanica
  - onderwijsvak natuurwetenschappen
  - onderwijsvak Nederlands
  - onderwijsvak Nederlands niet-thuistaal
  - onderwijsvak plastische opvoeding
  - onderwijsvak project algemene vakken (PAV) / maatschappelijke vorming (mavo)
  - onderwijsvak project kunstvakken
  - onderwijsvak rooms-katholieke godsdienst
  - onderwijsvak techniek
  - onderwijsvak wiskunde

### Sociaal-agogisch werk
- maatschappelijke veiligheid
- orthopedagogie
- sociaal werk
  - maatschappelijk werk
  - maatschappelijke advisering
  - personeelswerk
  - sociaal-cultureel werk
- toegepaste psychologie
  - arbeids- en organisatiepsychologie
  - klinische psychologie
  - schoolpsychologie en pedagogische psychologie

## Studentenvoorzieningen
Elke vestiging beschikt over een dienst voor studentenvoorzieningen, STUVO. Studenten kunnen er terecht voor informatie over onder meer studiebeurzen, kinderbijslag, studentenhuisvesting en werk. STUVO heeft studentenpsychologen in dienst, waar studenten steeds bij terechtkunnen. STUVO organiseert ook allerlei ontspanningsactiviteiten zoals quizzen, sport- en e-sportstoernooien en tal van cultuurevenementen. 

## Innovatie

### Expertisecentra
VIVES beschikt over zes expertisecentra.
- Agro- en biotechnologie
- Business Management
- Onderwijsinnovatie
- Smart Technologies
- Sociale innovatie
- Zorginnovatie

### Labs

#### Maaklab
VIVES opende in 2017 Maaklab. Maaklab is een technologiecentrum, op de campus in Kortrijk, met gespecialiseerde machines zoals 3D-printers en lasercutters. Het lab is bedoeld voor studenten, professionelen en ondernemers. Ze kunnen er ideeën testen en delen, en prototypes maken. Het Maaklab behoort tot het studiegebied industriële wetenschappen en technologie.

#### Zorglab
VIVES opende in 2017 ook het Zorglab. Zorglab is een centrum, op de campus van Brugge, waar men de expertise over zorgtechnologie verdiept en verbreedt. Door professionele samenwerkingsakkoorden met producenten in de zorgsector kan men hier oefenen met de laatste uitvindingen en producten en kunnen de producenten hun producten evalueren in de praktijk.

#### Biolab
Het Biolab is een biotechnisch laboratorium op de campus van Roeselare waar onderwijs en onderzoek sterk verweven zijn. Het lab ondersteunt vooral de domeinen biotechnologie, dier, groenmanagement, landbouw en voeding. De expertise binnen het lab kan aangewend worden door bedrijven, non-profitorganisaties, openbare besturen, steden en gemeenten, diagnostische laboratoria, middelbare scholen, academische instellingen en onderzoeksgroepen. Het lab is uitgerust met onder andere een testkeuken en gespecialiseerde labo-analysetoestellen. Voor de productie van testbatches op bedrijfsniveau wordt samengewerkt met de Food Pilot (ILVO).

#### Dronelab
Het Dronelab is een kenniscentrum voor de ontwikkeling van duurzame dronetoepassingen. Het Dronelab is gevestigd aan VIVES Oostende VLOC.

#### Livelab
Het Livelab is een real-life-setting waarin een vernieuwde leer- en werkomgeving gecreëerd wordt. Hierin staat interdisciplinaire samenwerking centraal. Dit lab gaat op zoek naar oplossingen voor zorgvragen waarmee inwoners in hun eigen thuisomgeving geconfronteerd worden.

#### Simlab
VIVES beschikt over drie Simlabs. Deze bevinden zich in Brugge, Kortrijk en Roeselare. Het innoverende karakter van deze labs uiten zich voornamelijk in de integratie van Crisis Resource Management (CRM) en Human Factors / Non Technical Skills binnen de simulatiesetting.

#### sTimul
Het sTimul is een zorgethisch lab binnen de campus Roeselare. Het doel van sTimul is om de ethische reflectie te stimuleren. 

#### SpellenLab
Het SpellenLab is een onderdeel van Hogeschool VIVES en werkt rond de integratie van bord- en gezelschapsspellen in het werken met kinderen, jongeren of volwassenen. De aandacht gaat vooral naar het onderwijs en de zorgsector.

#### Foodlab
Het Foodlab doet aan toegepast wetenschappelijk onderzoek, gespecialiseerd in voeding en gezondheid. Er zijn verschillende onderzoeksruimtes en -faciliteiten aanwezig op de campus in Roeselare.